# Turan Bayramov
Turan Rövşən oğlu Bayramov (Gəncə, 11 gennaio 2001) è un lottatore azero.
È finalista nella lotta libera agli europei di Varsavia 2021, sconfitto dal Israil Kasumov nel torneo dei 70 kg; è altresì olimpionico nei 65 kg ai giochi giovanili di Buenos Aires 2018.

## Palmarès
| Anno | Manifestazione            | Sede         | Evento | Risultato | Note |
| ---- | ------------------------- | ------------ | ------ | --------- | ---- |
| 2016 | Mondiali cadetti          | Tbilisi      | 54 kg  | 11º       |      |
| 2017 | Europei cadetti           | Sarajevo     | 58 kg  | Bronzo    |      |
| 2017 | Mondiali cadetti          | Atene        | 58 kg  | Argento   |      |
| 2018 | Europei cadetti           | Skopje       | 65 kg  | Oro       |      |
| 2018 | Mondiali cadetti          | Zagabria     | 65 kg  | Oro       |      |
| 2018 | Giochi olimpici giovanili | Buenos Aires | 65 kg  | Oro       |      |
| 2019 | Europei U23               | Novi Sad     | 65 kg  | 11º       |      |
| 2019 | Europei junior            | Pontevedra   | 65 kg  | Oro       |      |
| 2019 | Mondiali junior           | Tallinn      | 65 kg  | Bronzo    |      |
| 2019 | Mondiali U23              | Budapest     | 65 kg  | Oro       |      |
| 2021 | Europei                   | Varsavia     | 70 kg  | Argento   |      |
| 2021 | Giochi olimpici           | Tokyo        | 74 kg  | 8º        |      |
| 2021 | Mondiali junior           | Ufa          | 74 kg  | Bronzo    |      |
| 2021 | Mondiali                  | Oslo         | 70 kg  | 5º        |      |
| 2022 | Europei                   | Budapest     | 74 kg  | Bronzo    |      |

### Altre competizioni internazionali
2020
- Bronzo nei 65 kg allo RS - Yasar Dogu ( Istanbul)

2021
- Bronzo nei 65 kg nel Grand Prix de France Henri Deglane ( Nizza)
- Bronzo nei 65 kg nel Torneo Internazionale Ucraino ( Kiev)